# Puchowica
Puchowica (niem. Friedrichsberg)- zniesiona nazwa części wsi Puchówka w Polsce, położona w województwie warmińsko-mazurskim, w powiecie oleckim, w gminie Wieliczki.
Przed 19 lutego 1903 roku miejscowość była osadą, połączona została w jedną całość jako jednostka administracyjna z Puchówką.
W 2005 roku zniesiono nazwę miejscowości Puchownica oraz nazwy Puchówka Leśniczówka oraz Puchówka Gajówka, jako że nie występują.